# Anten

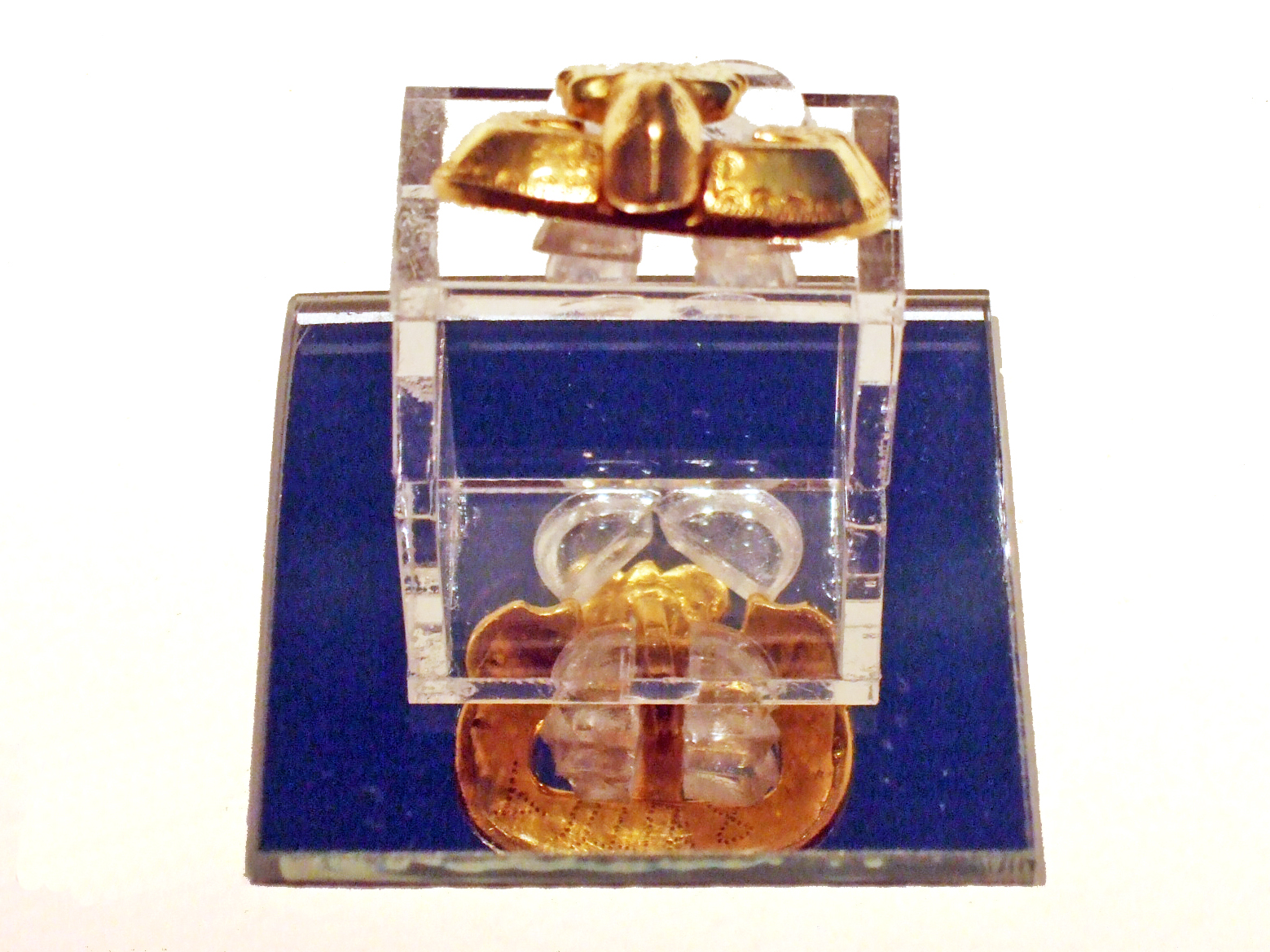
Goldene Schnalle (6. Jahrhundert, Ungarn) mit eingepunzter Nennung der Anten

Die Anten waren ein spätantiker Volksstamm nördlich des Schwarzen Meeres, der ursprünglich wohl aus der südlichen Ukraine zwischen Dnepr und Don stammte, im 6. Jahrhundert jedoch auf der Balkanhalbinsel auftauchte. Die in der älteren Forschung häufig vorgenommene Zuordnung der Anten zu den Ostslawen ist in der modernen Forschung umstritten.
Der Name Anten (Antes, Antai) lässt sich möglicherweise aus dem Mittelpersischen ableiten (im Sinne von „am Ende befindlich“). Eine slawische Herkunft ist nicht belegt.

## Geschichte
Die genaue Herkunft der Anten ist unbekannt, die verstreuten Quellen sprechen aber dafür, dass sie ursprünglich aus der Region der heutigen Ukraine stammten. Die früheste Erwähnung von Anten findet sich in der Spätantike beim Geschichtsschreiber Jordanes. Demnach hätten Goten im 4. Jahrhundert die Anten besiegt und ihren König Boz getötet. Es mag sich dabei um eine frühe Gruppe der Anten gehandelt haben. Der oströmische Geschichtsschreiber Prokopios von Caesarea hingegen berichtet, dass die Anten, die er als primitive und barbarische Nomaden beschreibt, keinen König hätten; ihr loser Stammesverbund sei „demokratisch“ verfasst, was in der modernen Forschung recht unterschiedlich interpretiert wurde. Die Anten werden zudem noch in anderen spätantiken Quellen erwähnt.
Die Anten werden in der Forschung oft als ein mit den frühen Slawen verwandter Stamm angesehen. Sowohl Jordanes als auch Prokopios schildern, dass Anten und Sklabenoi (wie Prokopios die frühen Slawen nennt) eine sehr ähnliche Lebensweise führen und gleiche Sitten haben, wenngleich sie oft miteinander kämpfen würden. Diese Aussagen werden in Teilen der modernen Forschung jedoch kritisch betrachtet, ebenso wird der archäologische Befund in neuerer Zeit unterschiedlich bewertet. Es kann davon ausgehend nicht festgestellt werden, dass die Anten slawischer Herkunft seien.
Es wurden mehrere Herkunftshypothesen aufgestellt, etwa eine iranische oder sogar eine germanische Herkunft. Für eine eher iranische Herkunft hat kürzlich Eduard Mühle plädiert. Eine von Gottfried Schramm 1997 geäußerte Hypothese auf philologischer Grundlage ist, dass die Anten ursprünglich von einer iranischen Führungsschicht beherrscht wurden, germanischen (gotischen) Einflüssen ausgesetzt waren, später das Volk aber stark slawisch geprägt wurde.
Im Jahr 518 griffen die Anten erstmals selbstständig oströmisches Gebiet an. In der Regierungszeit Justinians I. sind dann weitere Angriffe in den 30er Jahren des 6. Jahrhunderts belegt; Justinian legte sich in diesem Zusammenhang den Siegerbeinamen Anticus zu. Es folgten Auseinandersetzungen zwischen Anten und Sklavinen (Slawen) in den 540er (und wieder in den 580er) Jahren.
Die Anten wurden 545 zu Verbündeten Ostroms und erhielten die verlassene Stadt Turris an der Donau geschenkt. Im Gegenzug hielten sie einen Teil der Donaugrenze gegen die einfallenden „Barbaren“. Die Anten betrieben, nachdem sie sesshaft geworden waren, Ackerbau und Viehzucht. Ihre Gesellschaft war patriarchalisch und stammesrechtlich organisiert. Sie erfüllten ihre Vertragspflichten gegenüber Ostrom, bis sie zu Beginn des 7. Jahrhunderts (um 602) ein Opfer der Expansion der Awaren wurden, die auch die Slawen unterwarfen. Die Niederlage der Anten wird noch von Theophylaktos Simokates beschrieben, anschließend verschwinden sie aus den Quellen.

## Bekannte Personen
- Boz, 4. Jh., legendarischer Anführer, historische Existenz nicht sicher
- Dabragezas, 554–555 byzantinischer Heerführer
- Idarizios, um 561, Anführer
- Kelagastos, um 561 möglicherweise Anführer
- Mezameros, um 561, Gesandter der Anten bei den Byzantinern